# István Palotás
Pour les articles homonymes, voir Palotás.
István Palotás (né le 5 mars 1908 et mort le 1er octobre 1987) était un joueur de football international et un entraîneur hongrois, qui évoluait au milieu de terrain.

## Biographie

### Joueur
Durant toute sa carrière, il n'a connu qu'un seul club, le Debrecen VSC.
Il joue 8 matchs de 1933 à 1937 en international avec l'équipe de Hongrie de football et participe à la coupe du monde 1934 en Italie.

### Entraîneur
Après sa retraite de joueur, il devient entraîneur de son club de toujours, le Debrecen VSC pendant plusieurs périodes (une première fois de 1940 à 1943, une seconde fois entre 1945 et 1947, puis de 1949 à 1950, et enfin entre 1955 et 1957).